# Richardson Fernandes dos Santos
Richardson Fernandes dos Santos, mais conhecido como Richardson, (Natal, 17 de agosto de 1991), é um futebolista brasileiro que atua como volante ou lateral-direito. Atualmente, defende o Ceará.

## Carreira

### Flamengo de Guarulhos
Natural de Natal, no Rio Grande do Norte, Richardson começou a sua carreira no Flamengo de Guarulhos, de São Paulo, em 2010.

### América de Natal
Entres os anos de 2010 e 2012, retornou a sua cidade natal e vestiu a camisa do América de Natal, mas pouco atuou.

### Baraúnas
Ainda teve uma breve em 2012 passagem pelo Baraúnas.

### Confiança
Na temporada de 2013, Richardson iniciou atuando pelo Confiança e conquistou a Copa Governo do Estado.

### Treze
Em meados de 2013, foi contratado pelo Treze.
No iniciou de 2014, Richardson jogou o Campeonato Paranaense com a camisa do Operário.

### Retorno ao Confiança
Richardson voltou no meio de 2014 para o Confiança, onde permaneceu por uma temporada e meia. Com a camisa azulina, conseguiu um acesso à Série C do Campeonato Brasileiro em 2014 e foi bicampeão sergipano.

### Ceará
Em 29 de dezembro de 2015, Richardson acertou com o Ceará.

### Kashiwa Reysol
Em dezembro de 2018, Richardson foi confirmado como novo reforço do Kashiwa Reysol, do Japão, por R$ 5 milhões de reais, por 80& do passe do jogador.

## Estatísticas
Até 25 de novembro de 2018.

### Clubes
| Clube             | Temporada         | Campeonato nacional | Campeonato nacional | Campeonato nacional | Copa nacional[a] | Copa nacional[a] | Copa nacional[a] | Competições continentais[b] | Competições continentais[b] | Competições continentais[b] | Outros torneios[c] | Outros torneios[c] | Outros torneios[c] | Total | Total | Total   |
| Clube             | Temporada         | Jogos               | Gols                | Assist.             | Jogos            | Gols             | Assist.          | Jogos                       | Gols                        | Assist.                     | Jogos              | Gols               | Assist.            | Jogos | Gols  | Assist. |
| ----------------- | ----------------- | ------------------- | ------------------- | ------------------- | ---------------- | ---------------- | ---------------- | --------------------------- | --------------------------- | --------------------------- | ------------------ | ------------------ | ------------------ | ----- | ----- | ------- |
| Ceará             | 2016              | 34                  | 1                   | 1                   | 4                | 0                | 0                | —                           | —                           | —                           | 13                 | 3                  | 0                  | 51    | 4     | 1       |
| Ceará             | 2017              | 29                  | 1                   | 0                   | 1                | 0                | 0                | —                           | —                           | —                           | 15                 | 1                  | 1                  | 45    | 2     | 1       |
| Ceará             | 2018              | 30                  | 0                   | 2                   | 4                | 0                | 0                | —                           | —                           | —                           | 15                 | 1                  | 0                  | 49    | 1     | 2       |
| Ceará             | Total             | 93                  | 2                   | 3                   | 9                | 0                | 0                | 0                           | 0                           | 0                           | 43                 | 5                  | 1                  | 145   | 7     | 4       |
| Total na carreira | Total na carreira | 93                  | 2                   | 3                   | 9                | 0                | 0                | 0                           | 0                           | 0                           | 42                 | 5                  | 1                  | 145   | 7     | 4       |

- a. ^ Jogos da Copa do Brasil
- b. ^ Jogos da Copa Sul-Americana
- c. ^ Jogos do Campeonato Sergipano, Taça Asa Branca e Campeonato Cearense

## Títulos
Confiança
- Campeonato Sergipano: 2015

Ceará
- Taça Asa Branca: 2016
- Campeonato Cearense: 2017, 2018, 2024 e 2025
- Copa do Nordeste: 2023

Kashiwa Reysol
- Segunda Divisão Japonesa: 2019

### Prêmios individuais
| Ano  | Premiação             | Prêmio         | Time  | Resultado | Ref.  |
| ---- | --------------------- | -------------- | ----- | --------- | ----- |
| 2017 | Troféu Verdes Mares   | Melhor Volante | Ceará | Venceu    | [ 3 ] |
| 2018 | Troféu Verdes Mares   | Melhor Volante | Ceará | Venceu    | [ 4 ] |
| 2023 | Seleção do Campeonato | Melhor Volante | Ceará | Venceu    | [ 5 ] |